# Steirastoma histrionicum
Steirastoma histrionicum är en skalbaggsart som beskrevs av White 1855. Steirastoma histrionicum ingår i släktet Steirastoma och familjen långhorningar.
Artens utbredningsområde är:
- Belize.
- Costa Rica.
- Guatemala.
- Honduras.
- Nicaragua.
- Panama.
- Venezuela.

Inga underarter finns listade i Catalogue of Life.